# 12916 Eteoneus
12916 Eteoneus (provisional designation: 1998 TL15) là một Trojan của Sao Mộc hành tinh dạng nhỏ. Nó được khám phá thông qua Khảo sát tiểu hành tinh OCA-DLR ở Caussols, Alpes-Maritimes, Pháp, ngày 13 tháng 10 năm 1998. Nó được đặt theo tên Eteoneus.